# Calliophis beddomei
Calliophis beddomei е вид влечуго от семейство Elapidae.

## Разпространение
Видът е разпространен в Индия (Карнатака и Тамил Наду).